# دیونا هریس
دیونا هریس (انگلیسی: Dionna Harris؛ زادهٔ ۴ مارس ۱۹۶۸) بازیکن سافت‌بال اهل ایالات متحده آمریکا بود. او بازیکن دوم راست دست سافت‌بال، اصالتاً اهل ویلمینگتون، دلاور است. او در نوجوانی دو سال برای تیم سافت بال Temple Owls از سال ۱۹۸۹ تا ۹۰ در آتلانتیک بازی کرد و به عنوان بهترین بازیکن سال انتخاب شد. او همچنین قهرمان المپیک بود و در المپیک تابستانی ۱۹۹۶ در آتلانتا شرکت کرد.

### حرفه
هریس در دوران دبیرستان خود در کالج دلکاسل در ویلمینگتون، دلاور عضو تیم سافتبال دبیرستان شد. پس از فارغ‌التحصیلی از کالج، او به دانشگاه تمپل رفت، و به عنوان بازیکن دوم به بازی در سافتبال پرداخت. در سال ۱۹۹۰ به عنوان بهترین بازیکن سال دانشگاه تمپل انتخاب شد. پس از کالج، هریس به انجمن سافت بال آماتور پیوست و برای کانکتیکات براکتس (۱۹۹۰–۱۹۹۴) و کالیفرنیا جاز (۱۹۹۵–۱۹۹۶) به عنوان بازیکن بیرونی بازی کرد. هریس از سال ۱۹۹۳ تا ۱۹۹۶ در تیم ملی ایالات متحده حضور داشت و در جام بین قاره‌ای ۱۹۹۳، بازی‌های پانام ۱۹۹۴، بازی‌های استرالیا ۱۹۹۵ و بازی‌های المپیک ۱۹۹۶ مدال‌های طلا کسب کرد. در سال ۲۰۰۱، هریس به موزه ورزش و تالار مشاهیر دلاور راه یافت.
وی در مسابقات کشوری و بین‌المللی در مجموع برندهٔ ۱ مدال طلا شده‌است.

### آمار

#### جغدهای معبد
| سال   | G  | AB  | R  | H   | BA   | RBI | HR | 3B | 2B | TB  | SLG   | BB | SO | SB | SBA |
| ۱۹۸۹  | ۴۹ | ۱۵۹ | ۳۸ | ۵۳  | .۳۳۳ | ۲۶  | ۶  | ۱۲ | ۳  | ۹۸  | .۶۱۶٪ | ۱۰ | ۹  | ۷  | ۷   |
| ۱۹۹۰  | ۴۶ | ۱۵۲ | ۳۷ | ۶۰  | .۳۹۴ | ۲۶  | ۶  | ۹  | ۶  | ۱۰۲ | .۶۷۱٪ | ۱۰ | ۵  | ۱۰ | ۱۵  |
| مجموع | ۹۵ | ۳۱۱ | ۷۵ | ۱۱۳ | .۳۶۳ | ۵۲  | ۱۲ | ۲۱ | ۹  | ۲۰۰ | .۶۴۳٪ | ۲۰ | ۱۴ | ۱۷ | ۲۲  |

#### تیم آمریکا
| سال         | G | AB | R | H | BA   | RBI | HR | 3B | 2B | TB | SLG   | BB | SO |
| المپیک ۱۹۹۶ | ۹ | ۱۹ | ۵ | ۸ | .۴۲۱ | ۱   | ۰  | ۰  | ۰  | ۸  | .۴۲۱٪ | ۱  | ۱  |